# Torneo Albert Schweitzer 1971
Il Torneo Albert Schweitzer 1971 si è svolto nel 1971 a Mannheim, nell'allora Germania Ovest.

## Classifica finale
| Pos. | Squadra        |
| ---- | -------------- |
|      | Jugoslavia     |
|      | Italia         |
|      | Polonia        |
| 4.   | Spagna         |
| 5.   | Turchia        |
| 6.   | Grecia         |
| 7.   | Francia        |
| 8.   | Lussemburgo    |
| 9.   | Inghilterra    |
| 10.  | Stati Uniti    |
| 11.  | Germania Ovest |
| 12.  | Danimarca      |